# Siege (jeu vidéo)
Siege est un jeu vidéo de stratégie en temps réel inspiré des jeux de plateau de Rexton développé par Mindcraft et publié sur PC en 1992. Le jeu se déroule dans l’univers de fantasy de Gortex, déjà exploré dans la série Magic Candle, dans lequel le joueur peut diriger les hordes des ténèbres ou les enfants de lumière dans le but d’attaquer ou de défendre des châteaux. Le joueur contrôle différents types de troupes incluant des héros et des magiciens ainsi que de nombreuses armes de siège comme les balistes, les tours de siège ou les catapultes,,.
Une extension, intitulée Dogs of War, a été publié en 1993. Celle-ci ajoute notamment la possibilité de joueur à deux par modem ainsi que 24 nouveaux scénarios et  16 nouveaux types de troupes incluant des nécrophages, des phénix, des zombies
.